# David Gaudu
David Gaudu (* 10. Oktober 1996 in Landivisiau) ist ein französischer Radrennfahrer.

## Sportliche Laufbahn
Im Juniorenalter fuhr David Gaudu ab dem Jahr 2013 für den Club UC Briochine Junior und gewann 2014 die Gesamtwertung des Etappenrennens Aubel-Thimister-La Gleize. Als U23-Fahrer wechselte er im Jahr darauf zum Club Côtes d'Armor-Marie Morin und gewann nach der Internationalen Friedensfahrt auch die Gesamtwertung der Tour de l’Avenir 2016. Am Saisonende fuhr er als Stagiaire für das UCI WorldTeam FDJ und wurde Fünfter der Tour de l’Ain.

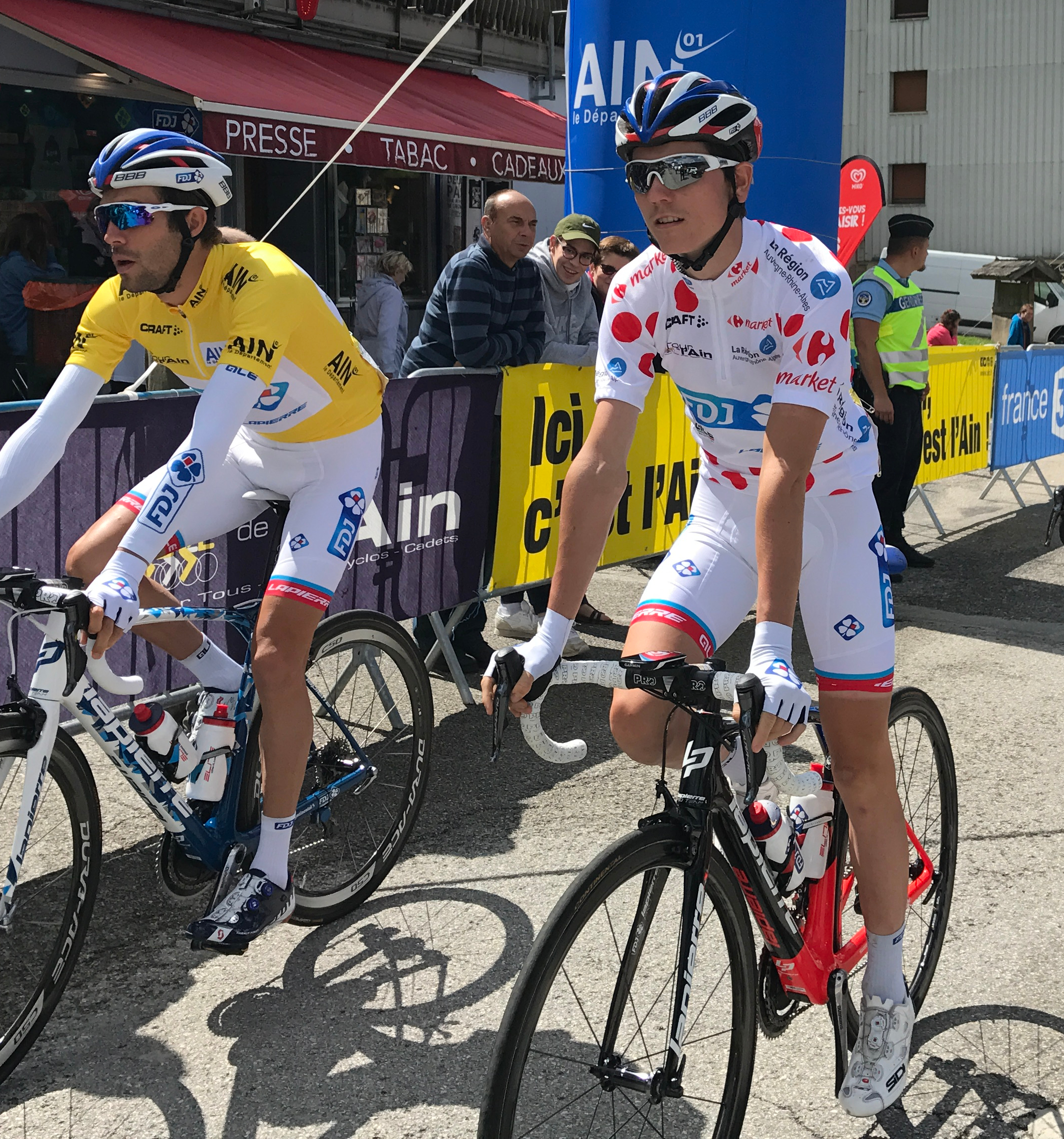
Thibaut Pinot (gelb) und David Gaudu (Bergtrikot) bei der Tour de l’Ain 2017

Mit Beginn der Saison 2017 wurde Gaudu reguläres Mitglied beim Team FDJ, das ab dem nachfolgenden Jahr unter dem Namen Groupama-FDJ fuhr. Er gewann mit einer Etappe der Tour de l’Ain sein erstes internationales Eliterennen, wurde Gesamtzweiter und sicherte sich so die Nachwuchswertung der Rundfahrt. Zudem zeigte er mit Platz neun beim Flèche Wallonne auf und wurde am Ende der Saison Fünfter bei Mailand–Turin. Mit der Tour de France 2018 bestritt er im Jahr darauf seine erste Grand Tour und beendete diese auf dem 34. Gesamtrang.
Im Frühjahr 2019 gewann er jeweils die Nachwuchswertungen der Tour de La Provence und der UAE Tour, bei der er Gesamtdritter wurde. Anfang Mai gelang ihm mit einem Etappensieg bei der Tour de Romandie sein erster Erfolg in der UCI WorldTour. Bei der anschließenden Tour de France 2019 fuhr er in den Diensten von Thibaut Pinot und wurde nach dessen Ausscheiden 13. der Gesamtwertung. Nachdem er bei Lüttich–Bastogne–Lüttich als Sechster erstmals unter die Top 10 eines Monuments des Radsports gefahren war, beendete er seine Saisoen mit Platz elf bei der Lombardei-Rundfahrt.
In der durch die COVID-19-Pandemie beeinflussten Saison des Jahres 2020 ging Gaudu erneut an den Start der Tour de France, verließ diese jedoch auf der 16. Etappe aufgrund von Sturzverletzungen, die er sich beim Auftakt der Rundfahrt zugezogen hatte. Nach seiner Genesung ging er an der Seite von Thibaut Pinot bei der Vuelta a España 2020 an den Start. Nachdem sein Teamkollege bereits auf den ersten Etappen ausgeschieden war, stieg Gaudu zum Kapitän der Mannschaft auf und feierte wenig später seine bislang größten Erfolge. Bei der Bergankunft der 11. Etappe setzte er sich aus der Ausreißergruppe vor seinen letzten Begleiter Marc Soler durch, ehe er eine Woche später auch die letzte Bergetappe der Vuelta aus einer Spitzengruppe gewann. Zugleich verbesserte er sich noch auf den achten Platz der Gesamtwertung.
Zu Beginn des Jahres 2021 sicherte sich Gaudu zunächst die Nachwuchswertung der Tour des Alpes-Maritimes et du Var und gewann kurz darauf die Faun-Ardèche Classic. Bei der Baskenland-Rundfahrt gewann er die abschließende Etappe auf dem Arrate und triumphierte so erneut auf einer Etappe der UCI WorldTour. Nach Platz sieben beim Flèche Wallonne stand er auf dem Podium von Lüttich–Bastogne–Lüttich, wobei er sich im Sprint nur Tadej Pogačar und Julian Alaphilippe geschlagen geben musste. Nachdem er die Nachwuchswertung des Critérium du Dauphiné für sich entschieden hatte, ging Gaudu als Kapitän der Groupama-FDJ Mannschaft an den Start der Tour de France 2021, verpasste als Elfter jedoch eine Platzierung in den Top 10 der Gesamtwertung. Nachdem er bei den Olympischen Spielen in Tokio als bester Franzose Platz sieben belegt hatte, gewann er die abschließende Etappe der Luxemburg-Rundfahrt und beendete seine Saison mit mehreren Top-Resultaten bei den italienischen Herbstklassikern.

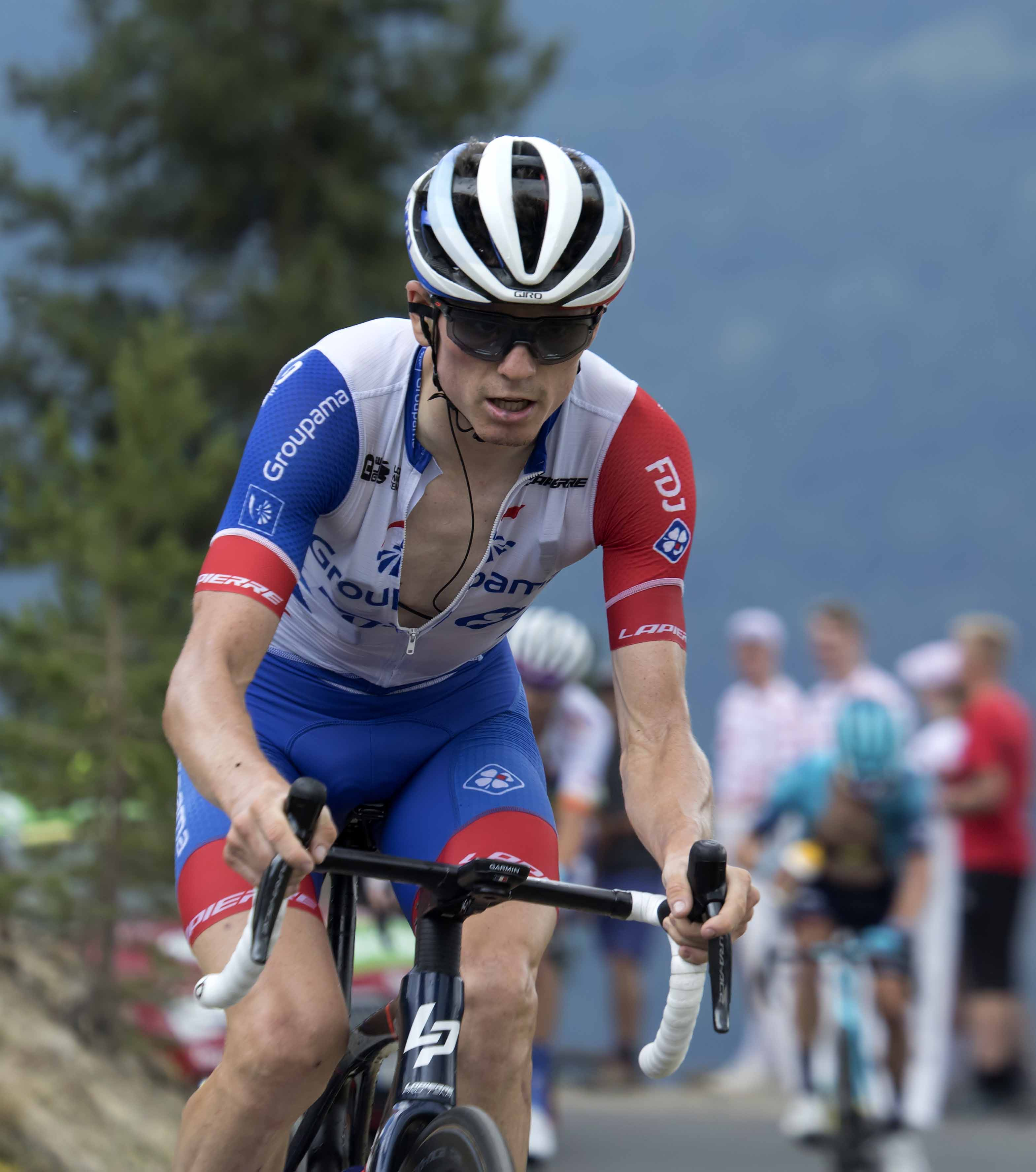
David Gaudu bei der Tour de France 2022

Im Jahr 2022 startete Gaudu mit einem Etappensieg bei der Algarve-Rundfahrt in die Saison. Beim Critérium du Dauphiné setzte er sich in einem Bergaufsprint gegen Wout van Aert durch, der seine Hände siegessicher zu früh vom Lenker nahm, wodurch David Gaudu sein Vorderrad auf den letzten Metern an dem Belgier vorbeischieben konnte. Bei der Tour de France 2022 ging David Gaudu erneut gemeinsam mit Thibaut Pinot an den Start, wobei er die Kapitänsrolle von seinem älteren Landsmann übernahm. Gaudu beendete die Rundfahrt auf dem vierten Gesamtrang. Auf das Podium fehlten ihm jedoch mehrere Minuten. Am Ende der Saison war er Teil der siegreichen Spitzengruppe beim Grand Prix Cycliste de Montréal und belegte im Spint den fünften Rang.

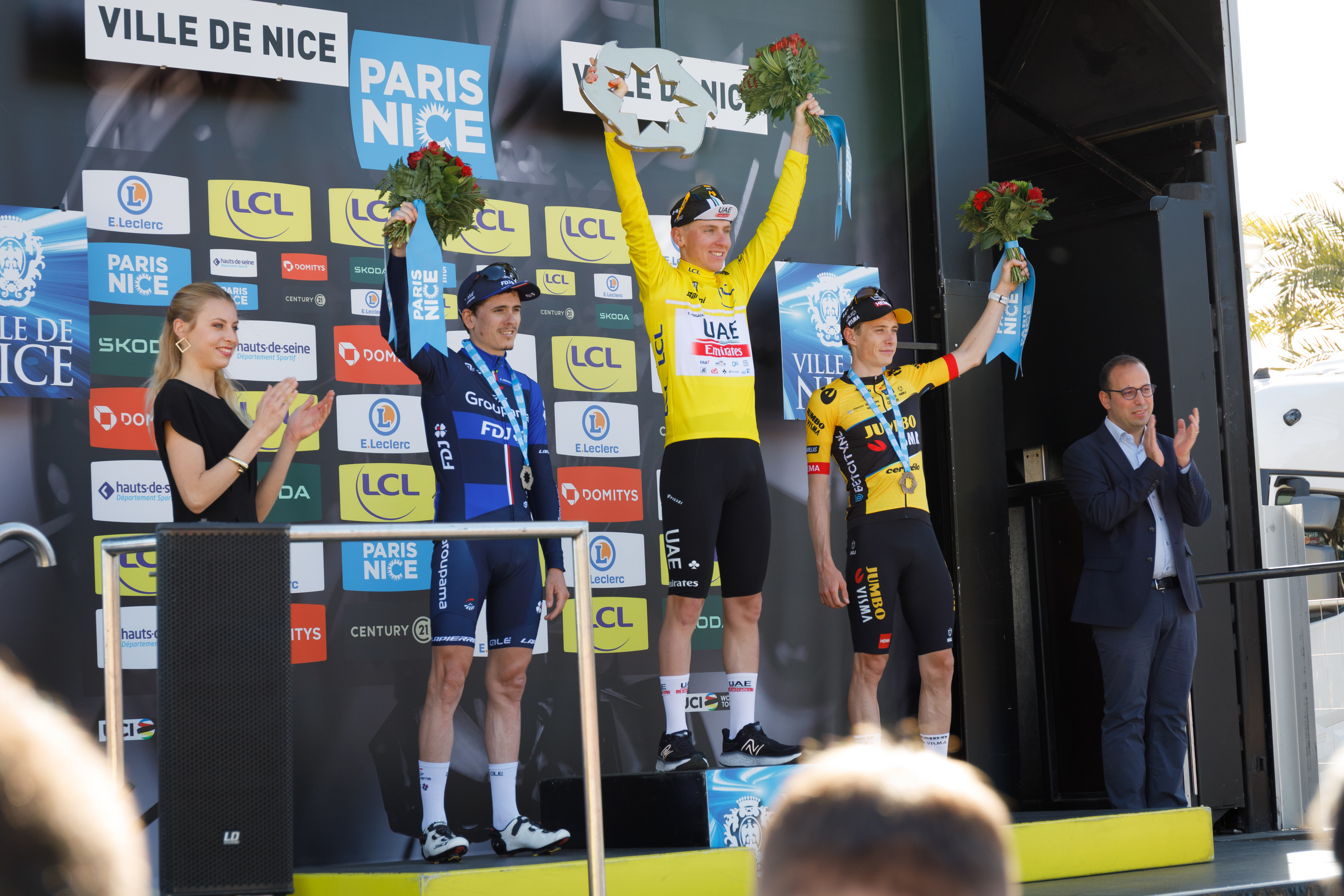
David Gaudu, Tadej Pogačar und Jonas Vingegaard (von links nach rechts) bei Paris–Nizza 2023

Mit der Tour des Alpes-Maritimes et du Var startete Gaudu erneut in Frankreich in die Saison des Jahres 2023. Nach den Plätzen zwei und vier bei der Faun-Ardèche Classic und La Drôme Classic wurde er hinter Tadej Pogačar und vor Jonas Vingegaard Gesamtzweiter bei Paris–Nizza. Bei der Tour de France 2023 konnte er jedoch nicht an seine Leistungen des Vorjahres anschließen und belegte den neunten Gesamtrang.
Im Jahr 2024 gewann David Gaudu die Tour du Jura Cycliste nachdem der Paris–Nizza nicht zu Ende fuhr. Bei der Tour de France blieb er hinter seinen früheren Leistungen zurück, ehe er bei der Vuelta a España als sechster in die Top 10 der Gesamtwertung fuhr. Weiters gewann er am Ende der Saison eine Etappe der Luxemburg-Rundfahrt, die er als Gesamtdritter beendete. Bei seinem letzten Saisonrennen wurde er Neunter der Lombardei-Rundfahrt.
Zu Beginn der Saison 2025 gewann David Gaudu eine Etappe der Tour of Oman. Im Anschluss blieb er jedoch hinter seinen früheren Leistungen zurück und belegte bei seinem Giro-d’Italia-Debüt nur den 66. Gesamtrang, ohne nennenswerte Akzente gesetzt zu haben. Weiters wurde er nicht für die Tour de France 2025 nominiert.

## Erfolge
2014
- Gesamtwertung und eine Etappe Aubel-Thimister-La Gleize

2016
- Gesamtwertung, Punktewertung und eine Etappe Internationalen Friedensfahrt
- Gesamtwertung und eine Etappe Tour de l’Avenir

2017
- eine Etappe und Nachwuchswertung Tour de l’Ain

2019
- Nachwuchswertung Tour La Provence
- Nachwuchswertung UAE Tour
- eine Etappe und Nachwuchswertung Tour de Romandie

2020
- zwei Etappen Vuelta a España

2021
- Nachwuchswertung Tour des Alpes-Maritimes et du Var
- Faun-Ardèche Classic
- eine Etappe Baskenland-Rundfahrt
- Nachwuchswertung Critérium du Dauphiné
- eine Etappe Luxemburg-Rundfahrt

2022
- eine Etappe Algarve-Rundfahrt
- eine Etappe Critérium du Dauphiné

2023
- Bergwertung Tour des Alpes-Maritimes et du Var

2024
- Tour du Jura Cycliste
- eine Etappe Luxemburg-Rundfahrt

2025
- eine Etappe Tour of Oman

## Wichtige Platzierungen
| Grand Tour            | 2017 | 2018 | 2019 | 2020 | 2021 | 2022 | 2023 | 2024 | 2025 |
| --------------------- | ---- | ---- | ---- | ---- | ---- | ---- | ---- | ---- | ---- |
| Giro d’ItaliaGiro     | –    | –    | –    | –    | –    | –    | –    | –    | 66   |
| Tour de FranceTour    | –    | 34   | 13   | DNF  | 11   | 4    | 9    | 65   | –    |
| Vuelta a EspañaVuelta | –    | –    | –    | 8    | –    | –    | –    | 6    |      |

| Monument                 | 2017 | 2018 | 2019 | 2020 | 2021 | 2022 | 2023 | 2024 | 2025 |
| ------------------------ | ---- | ---- | ---- | ---- | ---- | ---- | ---- | ---- | ---- |
| Mailand–Sanremo          | –    | –    | –    | –    | –    | –    | –    | –    | –    |
| Flandern-Rundfahrt       | –    | –    | –    | –    | –    | –    | –    | –    | –    |
| Paris–Roubaix            | –    | –    | –    | –    | –    | –    | –    | –    | –    |
| Lüttich–Bastogne–Lüttich | –    | 85   | 6    | –    | 3    | –    | DNF  | 43   | –    |
| Lombardei-Rundfahrt      | 44   | 79   | 11   | –    | 7    | –    | –    | 9    |      |